# بگادئو
بگادئو دهستانی در استان آستوریاس اسپانیا است.
در این دهستان ۴٬۵۷۳ نفر زندگی می‌کنند. مساحت این دهستان ۸۰٫۶۹ کیلومتر مربع است.